# Caryocaraceae
Die Caryocaraceae sind eine Familie in der Ordnung der Malpighienartigen (Malpighiales) innerhalb der Bedecktsamigen Pflanzen (Magnoliopsida).

## Beschreibung und Ökologie

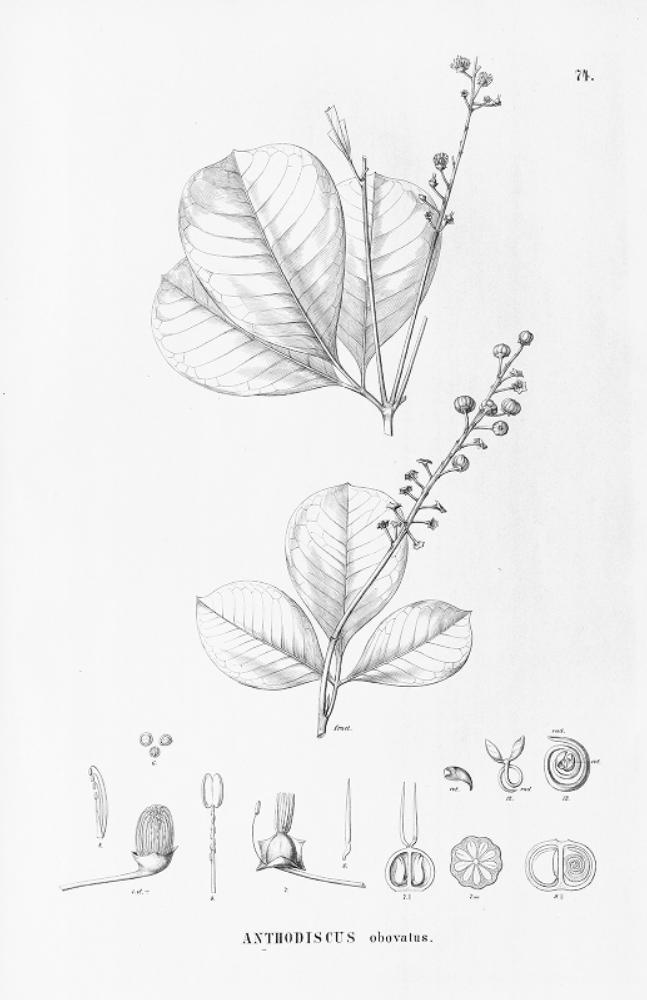
Illustration von Anthodiscus obovatus

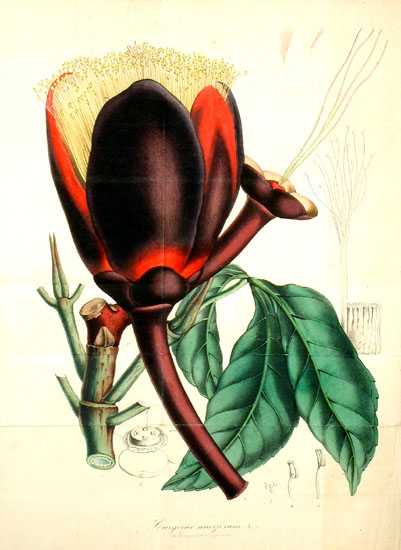
Illustration des Souarinussbaumes, auch Butternuss genannt, (Caryocar nuciferum)

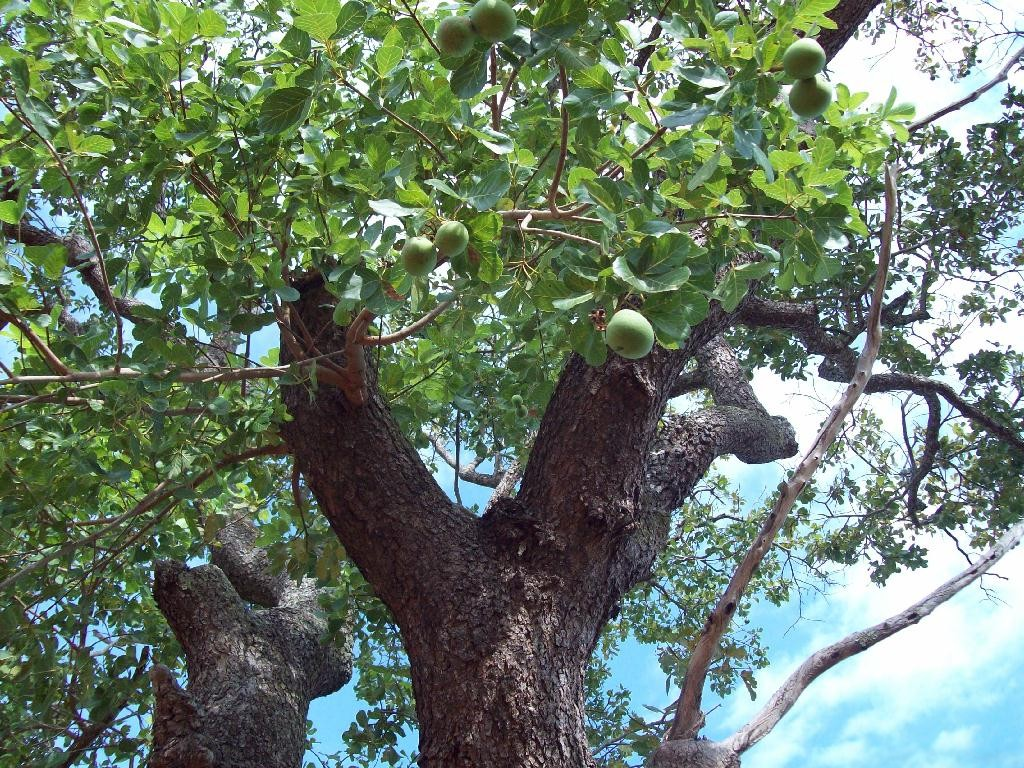
Caryocar brasiliense

### Vegetative Merkmale
Alle Arten sind immergrüne, verholzende Pflanzen, meist Bäume, selten Sträucher. Sie besitzen alle hartes Holz. Es ist ein superfiziales Korkkambium vorhanden. Das Sekundäre Dickenwachstum geht von einem konventionellen Kambiumring aus. Die Blätter sind selten spiralig, manchmal wechselständig (Anthodiscus), meist gegenständig (Caryocar) am Zweig angeordnet. Die Laubblätter sind in Blattstiel und Blattspreite gegliedert. Die ledrigen Blattspreiten sind meist dreiteilig, manchmal fünfteilig. Die fiedernervigen Blättchen besitzen selten einen fast glatten, meist einen gesägten oder gezähnten Rand. Es sind (meist) Nebenblätter vorhanden.

### Generative Merkmale
Die Blüten stehen meist zu vielen in traubigen Blütenständen zusammen. Es sind keine Hochblätter vorhanden. Bei den großen, radiärsymmetrischen Blüten sind zwittrig und meist fünf-, selten sechszählig mit doppelter Blütenhülle (Perianth). Die fünf oder sechs Kelchblätter sind an ihrer Basis verwachsen. Die fünf oder sechs Kronblätter sind höchsten an ihrer Basis verwachsen. Die Blüten enthalten 50 bis 200 besonders lange Staubblätter, die sich zentrifugal entwickeln und nicht mit den Kronblättern verwachsen sind. Manche Arten sind die innersten Staubblätter zu Staminodien reduziert. Die Pollenkörner besitzen meist drei (zwei bis sechs) Aperturen und sind colporat oder rugat. Vier bis zwanzig Fruchtblätter sind zu einem synkarpen, oberständigen, vier- bis zwanzigkammerigen Fruchtknoten verwachsenen, mit nur einer orthotropen bis anatropen, bitegmischen Samenanlage je Fruchtknotenkammen. Es sind vier bis zwanzig freie Griffel vorhanden. Die Arten der Gattung Caryocar werden von Fledertieren (Chiroptera) bestäubt (Chiropterophilie). 

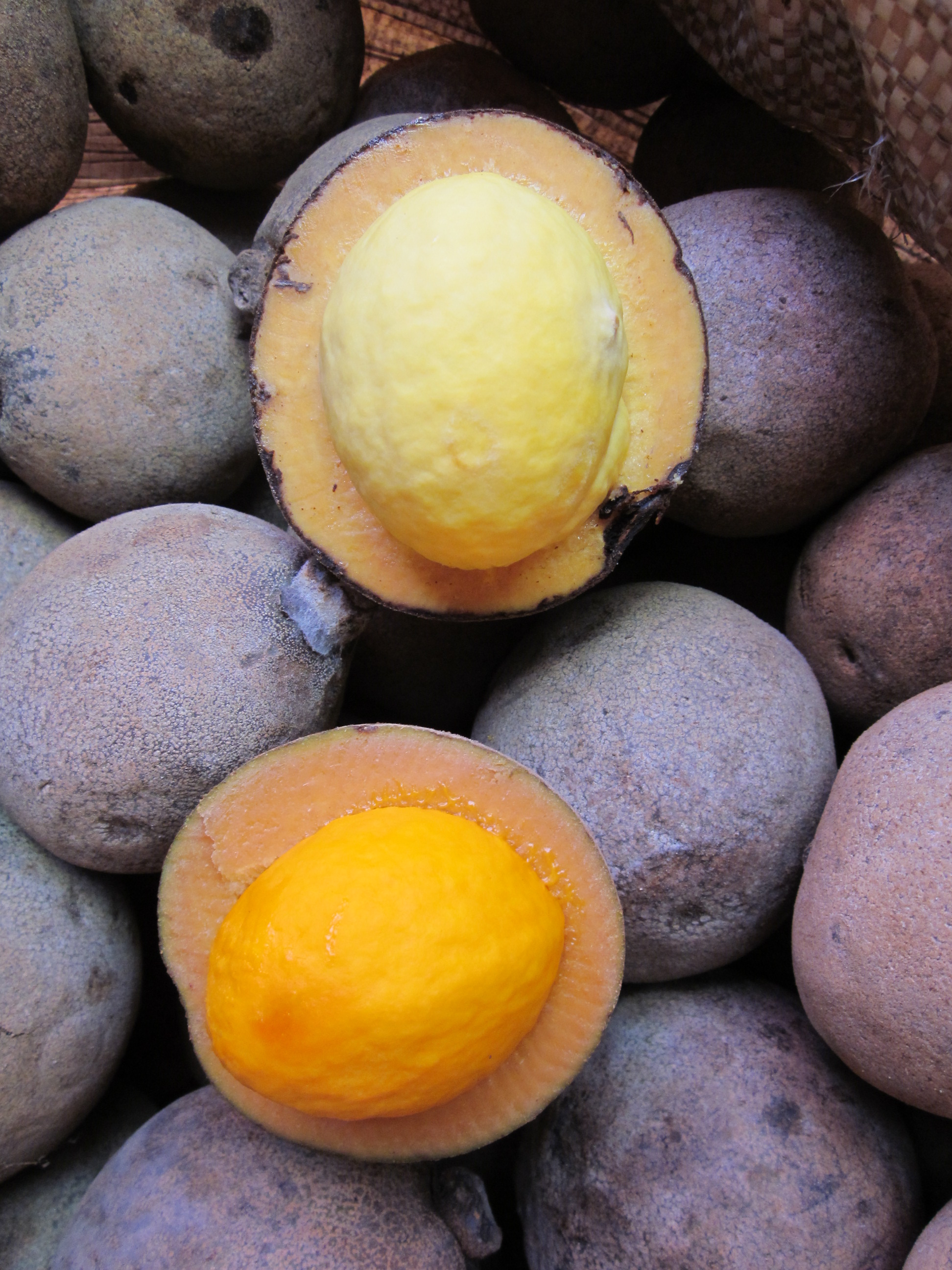
Steinfrüchte von Caryocar villosum

Es werden meist fleischige Steinfrüchte oder ledrige Spaltfrüchte gebildet. Das Mesokarp ist manchmal giftig oder manchmal essbar. Die Samen sind nierenförmig. Der Embryo ist gut entwickelt. Das spiralig gedrehte Hypocotyl ist öl- und eiweißhaltig.
Die Chromosomengrundzahl beträgt x = 23.

## Systematik Verbreitung
Der Familienname Caryocaraceae wurde 1845 von Joachim Otto Voigt in Hortus Suburbanus Calcuttensis, 88 erstveröffentlicht. Die Veröffentlichung von Caryocaraceae durch Ignaz von Szyszylowicz in Engler und Prantl: Nat. Pflanzenfam. 3, 6, S. 153 ist erst 1893. Typusgattung ist Caryocar L. Synonyme für Caryocaraceae Voigt sind Rhizobolaceae DC. und Simabaceae Horan.
Die Arten haben ihre Areale nur in der Neotropis. Die meisten Arten wachsen im Amazonasgebiet.
In der Familie der Caryocaraceae gibt es nur zwei Gattungen mit bis zu 30 Arten:
- Anthodiscus G.Mey. Die 8 bis 15 Arten sind von Kolumbien über Venezuela bis zu den Guyana-Staaten und im nördlichen sowie westlichen Amazonasbecken verbreitet:[1]
  - Anthodiscus amazonicus Gleason & A.C.Sm.: Sie ist vom südöstlichen Kolumbien über Ecuador bis ins nördliche Brasilien verbreitet.[3]
  - Anthodiscus chocoensis Prance: Sie kommt in Kolumbien vor.[3]
  - Anthodiscus fragrans Sleumer: Die Heimat ist Ecuador.[3]
  - Anthodiscus klugii Standl. ex Prance: Sie kommt in Ecuador und im nördlichen Peru vor.[3]
  - Anthodiscus mazarunensis Gilly: Sie ist vom südlichen Venezuela bis Surinam und Guayana verbreitet.[3]
  - Anthodiscus montanus Gleason: Die Heimat ist das zentrale Kolumbien.[3]
  - Anthodiscus obovatus Benth. ex Wittm.: Sie ist von Kolumbien über Venezuela bis ins nördliche Brasilien verbreitet.[3]
  - Anthodiscus peruanus Baill.: Sie kommt in Ecuador und im nördlichen Peru vor.[3]
  - Anthodiscus pilosus Ducke: Sie kommt im südöstlichen Kolumbien und nördlichen Peru vor.[3]
  - Anthodiscus trifoliatus G.Mey.: Die Heimat ist Guayana.[3]
- Caryocar F.Allam. ex L. (Syn.: Pekea Aubl., Rhizobolus Gaertn. ex Schreb., Saouari Aubl.) Die etwa 15 Arten sind von Costa Rica über Panama bis südliches Brasilien und Paraguay verbreitet.[1]

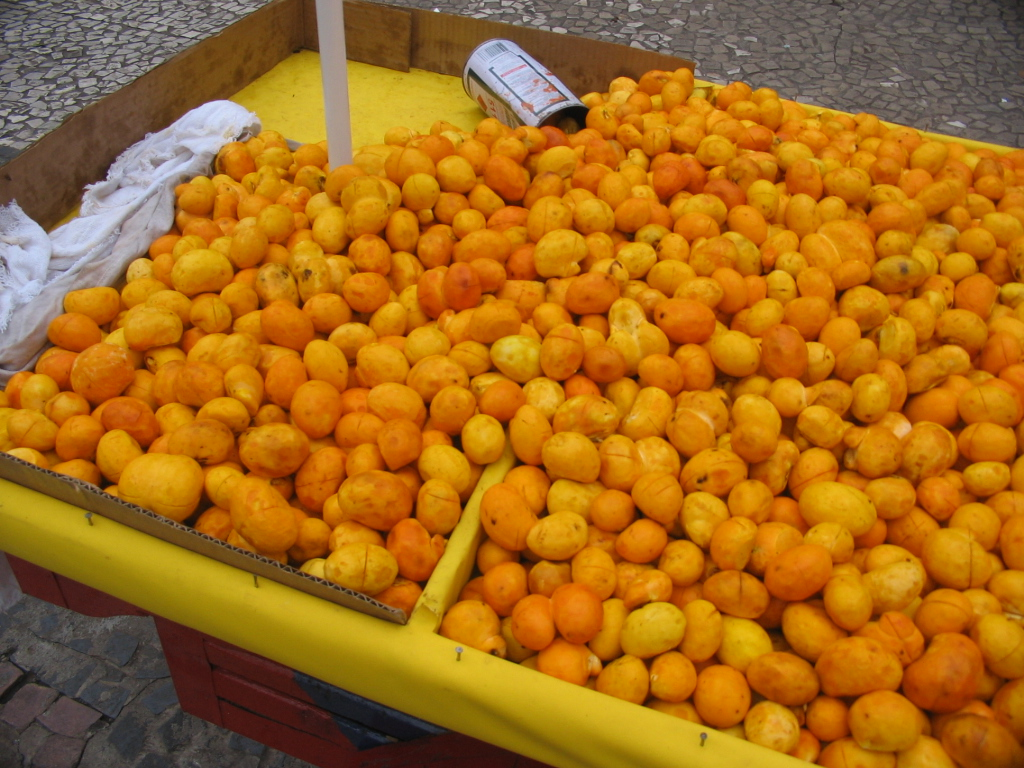
Steinfrüchte von Caryocar brasiliense

## Nutzung und Inhaltsstoffe
Von etwa acht Arten der Gattung Caryocar werden die Früchte oder Samen genutzt zum Essen (nur gekocht) oder zur Ölgewinnung.
Das harte Holz von Caryocar-Arten wird zum Beispiel für den Bootsbau geschätzt.
Die Früchte von Arten beider Gattungen werden als Fischgift beim Fang verwendet.
Als wichtige Inhaltsstoffe enthalten sie Triterpen-Saponine.